# 대한민국 기획재정부 장관
대한민국 기획재정부 장관은 기획재정부의 수장으로 국무위원으로 보한다. 기획재정부장관은 대한민국 경제부총리를 겸직한다. 기획재정부장관은 국무위원 서열 1위에 해당하는 장관으로 대한민국 국무총리가 공석인 경우 그 직무를 대행한다.

## 역사
기획재정부 장관의 역사는 기획재정부의 역사에 따른다. 
1948년 정부 수립 당시 재무부가 발족함에 따라 재무부 장관이 역할을 수행하기 시작했다. 5.16 군사 정변으로 인해 경제부흥에 대한 사무가 경제기획원으로 분리됨에 따라 재무부 장관과 경제기획원장이 관련 역할을 수행했다. 1994년, 김영삼 정부에 이르러 재무부와 경제기획원이 통합되면서 재정경제원이 신설되었으나 김대중 정부에서 재정경제원은 제정경제부와 기획예산처로 분리되었다. 
2008년, 이명박 정부가 출범하면서 재정경제부와 기획예산처가 통합되면서 기획재정부가 출범했다. 2013년 1월부터는 기획재정부 장관이 부총리를 겸임하고 있다.

## 임명
기획재정부장관을 포함한 대한민국의 장관은 헌법 상 국무위원 중에서 국무총리의 제정으로 대통령이 임명한다.
국무위원은 국무총리의 제청으로 대통령이 임명하며 임명 이전 국회의 인사청문회를 거치게 된다.
국회는 국무위원의 해임을 대통령에게 건의할 수 있으며 이 때 해임건의는 국회의원 재적의원 3분의 1 이상의 발의에 의하여 국회재적의원 과반수의 찬성을 필요로 한다. 또한 국무총리는 국무위원의 해임을 대통령에게 건의할 수 있다.

## 역할
대한민국 기획재정부 장관은 다음과 같은 역할을 한다.
1. 정부조직법 제7조제1항에 따라 각 행정기관의 장은 소관사무를 통할하고 소속공무원을 지휘·감독한다.
2. 정부조직법 제19조제3항에 따라 기획재정부장관은 경제부총리를 겸하며 정부조직법 제19조제4항에 따라 기획재정부장관은 경제정책에 관하여 국무총리의 명을 받아 관계 중앙행정기관을 총괄·조정한다.
3. 정부조직법 제27조제1항에 따라 기획재정부장관은 중장기 국가발전전략수립, 경제·재정정책의 수립·총괄·조정, 예산·기금의 편성·집행·성과관리, 화폐·외환·국고·정부회계·내국세제·관세·국제금융, 공공기관 관리, 경제협력·국유재산·민간투자 및 국가채무에 관한 사무를 관장한다.

## 역대 재무부·경제기획원 장관(1948~1994)

### 역대 재무부 장관(1948~1994)
| 대수   | 이름   | 취임일           | 퇴임일           | 정부        |
| ------ | ------ | ---------------- | ---------------- | ----------- |
| 제1대  | 김도연 | 1948년 8월 2일   | 1950년 4월 22일  | 제1공화국   |
| 제2대  | 최순주 | 1950년 4월 25일  | 1951년 3월 5일   | 제1공화국   |
| 제3대  | 백두진 | 1951년 3월 5일   | 1953년 9월 9일   | 제1공화국   |
| 제4대  | 박희현 | 1953년 9월 9일   | 1954년 6월 30일  | 제1공화국   |
| 제5대  | 이중재 | 1954년 6월 30일  | 1955년 7월 11일  | 제1공화국   |
| 제6대  | 김현철 | 1955년 7월 11일  | 1956년 5월 26일  | 제1공화국   |
| 제7대  | 인태식 | 1956년 5월 26일  | 1957년 6월 9일   | 제1공화국   |
| 제8대  | 김현철 | 1957년 6월 9일   | 1959년 3월 20일  | 제1공화국   |
| 제9대  | 송인상 | 1959년 3월 20일  | 1960년 4월 28일  | 제1공화국   |
| 제10대 | 윤호병 | 1960년 4월 28일  | 1960년 8월 19일  | 제1공화국   |
| 제11대 | 김영선 | 1960년 8월 23일  | 1961년 5월 20일  | 제2공화국   |
| 제12대 | 백선진 | 1961년 5월 20일  | 1961년 6월 22일  | 제2공화국   |
| 제13대 | 김유택 | 1961년 6월 22일  | 1961년 7월 22일  | 제2공화국   |
| 제14대 | 천병규 | 1961년 7월 22일  | 1962년 6월 16일  | 제2공화국   |
| 제15대 | 김세련 | 1962년 6월 18일  | 1963년 2월 8일   | 제2공화국   |
| 제16대 | 황종률 | 1963년 2월 8일   | 1963년 12월 16일 | 제2공화국   |
| 제17대 | 박동규 | 1963년 12월 17일 | 1964년 6월 26일  | 제3공화국   |
| 제18대 | 이정환 | 1964년 6월 26일  | 1964년 12월 5일  | 제3공화국   |
| 제19대 | 홍승희 | 1964년 12월 5일  | 1965년 11월 16일 | 제3공화국   |
| 제20대 | 서봉균 | 1965년 11월 16일 | 1966년 1월 25일  | 제3공화국   |
| 제21대 | 김정렴 | 1966년 1월 25일  | 1966년 9월 26일  | 제3공화국   |
| 제22대 | 김학렬 | 1966년 9월 26일  | 1966년 12월 27일 | 제3공화국   |
| 제23대 | 서봉균 | 1966년 12월 27일 | 1968년 5월 21일  | 제3공화국   |
| 제24대 | 황종률 | 1968년 5월 21일  | 1969년 10월 21일 | 제3공화국   |
| 제25대 | 남덕우 | 1969년 10월 21일 | 1974년 9월 18일  | 제4공화국   |
| 제26대 | 김용환 | 1974년 9월 18일  | 1978년 12월 22일 | 제4공화국   |
| 제27대 | 김원기 | 1978년 12월 22일 | 1980년 5월 22일  | 제4공화국   |
| 제28대 | 이승윤 | 1980년 5월 22일  | 1982년 1월 4일   | 제5공화국   |
| 제29대 | 나웅배 | 1982년 1월 4일   | 1982년 6월 24일  | 제5공화국   |
| 제30대 | 강경식 | 1982년 6월 24일  | 1983년 10월 15일 | 제5공화국   |
| 제31대 | 김만제 | 1983년 10월 15일 | 1986년 1월 8일   | 제5공화국   |
| 제32대 | 정인용 | 1986년 1월 8일   | 1987년 5월 26일  | 제5공화국   |
| 제33대 | 사공일 | 1987년 5월 26일  | 1988년 12월 4일  | 노태우 정부 |
| 제34대 | 이규성 | 1988년 12월 5일  | 1990년 3월 18일  | 노태우 정부 |
| 제35대 | 정영의 | 1990년 3월 19일  | 1991년 5월 26일  | 노태우 정부 |
| 제36대 | 이용만 | 1991년 5월 27일  | 1993년 2월 24일  | 노태우 정부 |
| 제37대 | 홍재형 | 1993년 2월 25일  | 1994년 10월 4일  | 김영삼 정부 |
| 제38대 | 박재윤 | 1994년 10월 5일  | 1994년 12월 23일 | 김영삼 정부 |

### 역대 경제기획원장(1961~1963)
| 대수  | 이름   | 취임일          | 퇴임일           | 정부      |
| ----- | ------ | --------------- | ---------------- | --------- |
| 제1대 | 김유택 | 1961년 7월 22일 | 1962년 3월 2일   | 제2공화국 |
| 제2대 | 송요찬 | 1962년 3월 2일  | 1962년 6월 18일  | 제2공화국 |
| 제3대 | 김현철 | 1962년 6월 18일 | 1962년 7월 10일  | 제2공화국 |
| 제4대 | 김유택 | 1962년 7월 10일 | 1963년 2월 8일   | 제2공화국 |
| 제5대 | 유창순 | 1963년 2월 8일  | 1963년 4월 12일  | 제2공화국 |
| 제6대 | 원용석 | 1963년 4월 13일 | 1963년 12월 16일 | 제2공화국 |

### 역대 부총리 겸 경제기획원 장관(1963~1994)
| 대수   | 이름   | 취임일           | 퇴임일           | 정부        |
| ------ | ------ | ---------------- | ---------------- | ----------- |
| 제7대  | 김유택 | 1963년 12월 17일 | 1964년 5월 11일  | 제3공화국   |
| 제8대  | 장기영 | 1964년 5월 11일  | 1967년 10월 3일  | 제3공화국   |
| 제9대  | 박충훈 | 1967년 10월 3일  | 1969년 6월 3일   | 제3공화국   |
| 제10대 | 김학렬 | 1969년 6월 3일   | 1972년 1월 4일   | 제3공화국   |
| 제11대 | 태완선 | 1972년 1월 4일   | 1974년 9월 18일  | 제4공화국   |
| 제12대 | 남덕우 | 1974년 9월 18일  | 1978년 12월 22일 | 제4공화국   |
| 제13대 | 신현확 | 1978년 12월 22일 | 1979년 12월 13일 | 제4공화국   |
| 제14대 | 이한빈 | 1979년 12월 13일 | 1980년 5월 22일  | 제4공화국   |
| 제15대 | 김원기 | 1980년 5월 22일  | 1980년 9월 2일   | 제4공화국   |
| 제16대 | 신병현 | 1980년 9월 2일   | 1982년 1월 4일   | 제5공화국   |
| 제17대 | 김준성 | 1982년 1월 4일   | 1983년 7월 7일   | 제5공화국   |
| 제18대 | 서석준 | 1983년 7월 7일   | 1983년 10월 9일  | 제5공화국   |
| 제19대 | 신병현 | 1983년 10월 15일 | 1986년 1월 8일   | 제5공화국   |
| 제20대 | 김만제 | 1986년 1월 8일   | 1987년 5월 26일  | 제5공화국   |
| 제21대 | 정인용 | 1987년 5월 26일  | 1988년 2월 24일  | 제5공화국   |
| 제22대 | 나웅배 | 1988년 2월 25일  | 1988년 12월 5일  | 노태우 정부 |
| 제23대 | 조순   | 1988년 12월 5일  | 1990년 3월 17일  | 노태우 정부 |
| 제24대 | 이승윤 | 1990년 3월 17일  | 1991년 2월 18일  | 노태우 정부 |
| 제25대 | 최각규 | 1991년 2월 18일  | 1993년 2월 24일  | 노태우 정부 |
| 제26대 | 이경식 | 1993년 2월 25일  | 1993년 12월 21일 | 김영삼 정부 |
| 제27대 | 정재석 | 1993년 12월 21일 | 1994년 10월 4일  | 김영삼 정부 |
| 제28대 | 홍재형 | 1994년 10월 4일  | 1994년 12월 23일 | 김영삼 정부 |

## 역대 재정경제부·기획예산처 장관(1994~2008)

### 역대 부총리 겸 재정경제원 장관(1994~1998)
| 대수  | 이름   | 취임일           | 퇴임일           | 정부        |
| ----- | ------ | ---------------- | ---------------- | ----------- |
| 제1대 | 홍재형 | 1994년 12월 23일 | 1995년 12월 20일 | 김영삼 정부 |
| 제2대 | 나웅배 | 1995년 12월 20일 | 1996년 8월 8일   | 김영삼 정부 |
| 제3대 | 한승수 | 1996년 8월 8일   | 1997년 3월 5일   | 김영삼 정부 |
| 제4대 | 강경식 | 1997년 3월 5일   | 1997년 11월 19일 | 김영삼 정부 |
| 제5대 | 임창열 | 1997년 11월 19일 | 1998년 3월 5일   | 김영삼 정부 |

### 역대 재정경제부 장관(1999~2001)
| 대수  | 이름   | 취임일          | 퇴임일          | 정부        |
| ----- | ------ | --------------- | --------------- | ----------- |
| 제6대 | 이규성 | 1998년 3월 5일  | 1999년 5월 24일 | 김대중 정부 |
| 제7대 | 강봉균 | 1999년 5월 24일 | 2000년 1월 14일 | 김대중 정부 |
| 제8대 | 이헌재 | 2000년 1월 14일 | 2000년 8월 7일  | 김대중 정부 |
| 제9대 | 진념   | 2000년 8월 7일  | 2001년 1월 29일 | 김대중 정부 |

### 역대 부총리 겸 재정경제부 장관(2001~2008)
| 대수   | 이름   | 취임일          | 퇴임일          | 정부        |
| ------ | ------ | --------------- | --------------- | ----------- |
| 제9대  | 진념   | 2001년 1월 29일 | 2002년 4월 15일 | 김대중 정부 |
| 제10대 | 전윤철 | 2002년 4월 15일 | 2003년 2월 27일 | 김대중 정부 |
| 제11대 | 김진표 | 2003년 2월 27일 | 2004년 2월 10일 | 노무현 정부 |
| 제12대 | 이헌재 | 2004년 2월 10일 | 2005년 3월 7일  | 노무현 정부 |
| 제13대 | 한덕수 | 2005년 3월 14일 | 2006년 7월 18일 | 노무현 정부 |
| 제14대 | 권오규 | 2006년 7월 18일 | 2008년 2월 29일 | 노무현 정부 |

### 역대 기획예산처 장관(1999~2008)
| 대수  | 이름   | 취임일          | 퇴임일          | 정부        |
| ----- | ------ | --------------- | --------------- | ----------- |
| 제1대 | 진념   | 1999년 5월 24일 | 2000년 8월 6일  | 김대중 정부 |
| 제2대 | 전윤철 | 2000년 8월 7일  | 2002년 1월 28일 | 김대중 정부 |
| 제3대 | 장승우 | 2002년 1월 29일 | 2003년 2월 26일 | 김대중 정부 |
| 제4대 | 박봉흠 | 2003년 2월 27일 | 2004년 1월 1일  | 노무현 정부 |
| 제5대 | 김병일 | 2004년 1월 2일  | 2005년 1월 27일 |             |
| 제6대 | 변양균 | 2005년 1월 28일 | 2006년 7월 3일  |             |
| 제7대 | 장병완 | 2006년 7월 21일 | 2008년 2월 4일  |             |

## 역대 기획재정부 장관(2008~)

### 역대 기획재정부 장관(2008~2013)
| 대수  | 이름   | 취임일          | 퇴임일          | 정부        |
| ----- | ------ | --------------- | --------------- | ----------- |
| 제1대 | 강만수 | 2008년 2월 29일 | 2009년 2월 9일  | 이명박 정부 |
| 제2대 | 윤증현 | 2009년 2월 10일 | 2011년 6월 1일  | 이명박 정부 |
| 제3대 | 박재완 | 2011년 6월 2일  | 2013년 3월 22일 | 이명박 정부 |

### 역대 부총리 겸 기획재정부 장관(2013~)
| 대수  | 이름   | 취임일           | 퇴임일           | 정부        |
| ----- | ------ | ---------------- | ---------------- | ----------- |
| 제1대 | 현오석 | 2013년 3월 23일  | 2014년 7월 14일  | 박근혜 정부 |
| 제2대 | 최경환 | 2014년 7월 15일  | 2016년 1월 12일  | 박근혜 정부 |
| 제3대 | 유일호 | 2016년 1월 13일  | 2017년 6월 8일   | 박근혜 정부 |
| 제4대 | 김동연 | 2017년 6월 9일   | 2018년 12월 10일 | 문재인 정부 |
| 제5대 | 홍남기 | 2018년 12월 11일 | 2022년 5월 9일   | 문재인 정부 |
| 제6대 | 추경호 | 2022년 5월 10일  | 2023년 12월 28일 | 윤석열 정부 |
| 제7대 | 최상목 | 2023년 12월 29일 | 2025년 5월 2일   | 윤석열 정부 |
| 제8대 | 구윤철 | 2025년 7월 18일  | 현직             | 이재명 정부 |

## 같이 보기
- 기획재정부
- 경제부총리
- 기획재정부 차관
- 기획재정부 차관보